# Рейсленд (Кентуккі)
Рейсленд (англ. Raceland) — місто (англ. city) в США, в окрузі Ґрінап штату Кентуккі. Населення — 2343 особи (2020).

## Географія
Рейсленд розташований за координатами 38°32′15″ пн. ш. 82°44′20″ зх. д. / 38.53750° пн. ш. 82.73889° зх. д. (38.537380, -82.738777).  За даними Бюро перепису населення США в 2010 році місто мало площу 6,44 км², з яких 6,44 км² — суходіл та 0,00 км² — водойми.

## Демографія
Згідно з переписом 2010 року, у місті мешкали 2424 особи в 1013 домогосподарствах у складі 710 родин. Густота населення становила 376 осіб/км².  Було 1129 помешкань (175/км²).
Расовий склад населення:
| - 98,8 % — білих - 0,5 % — чорних або афроамериканців - 0,2 % — азіатів |

До двох чи більше рас належало 0,5 %. Частка іспаномовних становила 0,0 % від усіх жителів.
За віковим діапазоном населення розподілялося таким чином: 22,0 % — особи молодші 18 років, 63,5 % — особи у віці 18—64 років, 14,5 % — особи у віці 65 років та старші. Медіана віку мешканця становила 41,7 року. На 100 осіб жіночої статі у місті припадало 89,8 чоловіків;  на 100 жінок у віці від 18 років та старших — 87,0 чоловіків також старших 18 років.
Середній дохід на одне домашнє господарство  становив 56 544 долари США (медіана — 44 200), а середній дохід на одну сім'ю — 65 394 долари (медіана — 54 429). Медіана доходів становила 46 944 долари для чоловіків та 33 516 доларів для жінок. За межею бідності перебувало 16,9 % осіб, у тому числі 19,0 % дітей у віці до 18 років та 12,5 % осіб у віці 65 років та старших.
Цивільне працевлаштоване населення становило 1190 осіб. Основні галузі зайнятості: освіта, охорона здоров'я та соціальна допомога — 34,6 %, роздрібна торгівля — 23,1 %, виробництво — 12,3 %, мистецтво, розваги та відпочинок — 6,7 %.